# De olifant en de slak
De olifant en de slak is een korte Nederlandse animatiefilm uit 2002, gebaseerd op een verhaal van Toon Tellegen. De film werd geregisseerd door Christa Moesker en geproduceerd door de filmproductiemaatschappij Phanta Vision Film International. De muziek lag in handen van Fay Lovsky. Jeroen en Ronald Nadorp zorgen voor het setgeluid. 
De film gaat over een slak die een olifant uitnodigt bij hem binnen te komen. Het huisje van de slak blijkt echter iets te klein te zijn. 
De film werd op 17 november 2002 uitgebracht, als voorfilm van de speelfilm Pietje Bell. Meer dan 700.000 mensen zagen deze film in de bioscoop, waardoor deze korte film eenzelfde aantal kan registreren. 

## Prijzen
- Platinum Film, Nederlands Film Festival, Utrecht (september 2003)
- Professional Jury Award, Sancy children's film festival, Frankrijk (juni 2003)
- Tweede plaats, korte film-competitie, Internationales Filmfest Emden, Duitsland (juni 2003)
- Prix du 20e anniversaire and Grand prix du Public, Festival du Film de Saint Livrade, Frankrijk (december 2003)